# Murtörl
De Murtörl is een bergpas in de Oostenrijkse Alpen op de grens van de bergmassieven van de Hohe Tauern en de Niedere Tauern. Ten noordoosten van de Murtörl bevinden zich het bergmassief van de Radstädtler Tauern. Ten zuidwesten bevindt zich de Ankogelgroep, deel van de Hohe Tauern. Ten oosten van de Murtörl is de gemiddelde hoogte van de bergen een stuk lager. Het hoogste punt ten oosten van de Murtörl is de Hochgolling (2862 m).
Geologisch gezien ligt de Murtörl ook op een scheidingslijn. Ten zuidwesten van de Murtörl ligt het zogeheten Hohe Tauern-venster.